# James Soutter
James Tindal Soutter (né le 1er janvier 1885 à Echt et décédé le 8 août 1966 à Édimbourg) est un athlète britannique spécialiste du 400 mètres. Il était affilié au Blackheath Harriers.

## Biographie

### Palmarès
| Date | Compétition           | Lieu      | Résultat | Performance  |
| ---- | --------------------- | --------- | -------- | ------------ |
| 1912 | Jeux olympiques d'été | Stockholm | 3e       | 3 min 23 s 2 |

### Records
| Épreuve   | Performance | Lieu | Date |
| --------- | ----------- | ---- | ---- |
| 440 yards | 51 s 8      |      | 1912 |